# Stazione di Ajaccio
La stazione di Ajaccio (in francese: Gare d'Ajaccio, in corso: Stazione di Aiacciu) è la stazione ferroviaria terminale della linea Bastia – Ajaccio. Si trova in place de la Gare nell'omonima prefettura.
Di proprietà della Collectivité Territoriale de la Corse (CTC), è gestita dalla Chemins de fer de la Corse (CFC).

## Storia
La stazione fu aperta nel 1888 assieme al tronco per Bocognano della linea Bastia – Ajaccio.

## Strutture e impianti
Il fabbricato viaggiatori è una struttura a tre corpi a pianta rettangolare. Quello centrale si sviluppa per due livelli fuori terra ed è dotato di cinque aperture simmetriche per ogni fronte e per ogni piano. Le due ali sono ad un unico livello fuori terra e sono entrambe dotate di due aperture sul lato strada e due aperture sui fianchi. Sopra il cornicione del corpo centrale, è presente l'orologio.
Il piazzale viaggiatori è composto da tre binari raggiungibili dall'utenza tramite due banchine.
La stazione è inoltre dotata di fabbricato ristorante (buffet), di una rimessa locomotive, entrambe poste sul lato occidentale dell'impianto. Il magazzino merci è posizionato sul lato opposto, quello orientale, prospiciente il porto. Nel piazzale binari dello scalo è presente la gru, sebbene dismessa.

## Movimento
La stazione è capotronco di due linee locali entrambe esercite dalla CFC:
- quella per Bastia[2];
- quella vicinale per Mezzana[3].